# Peine de mort au Luxembourg

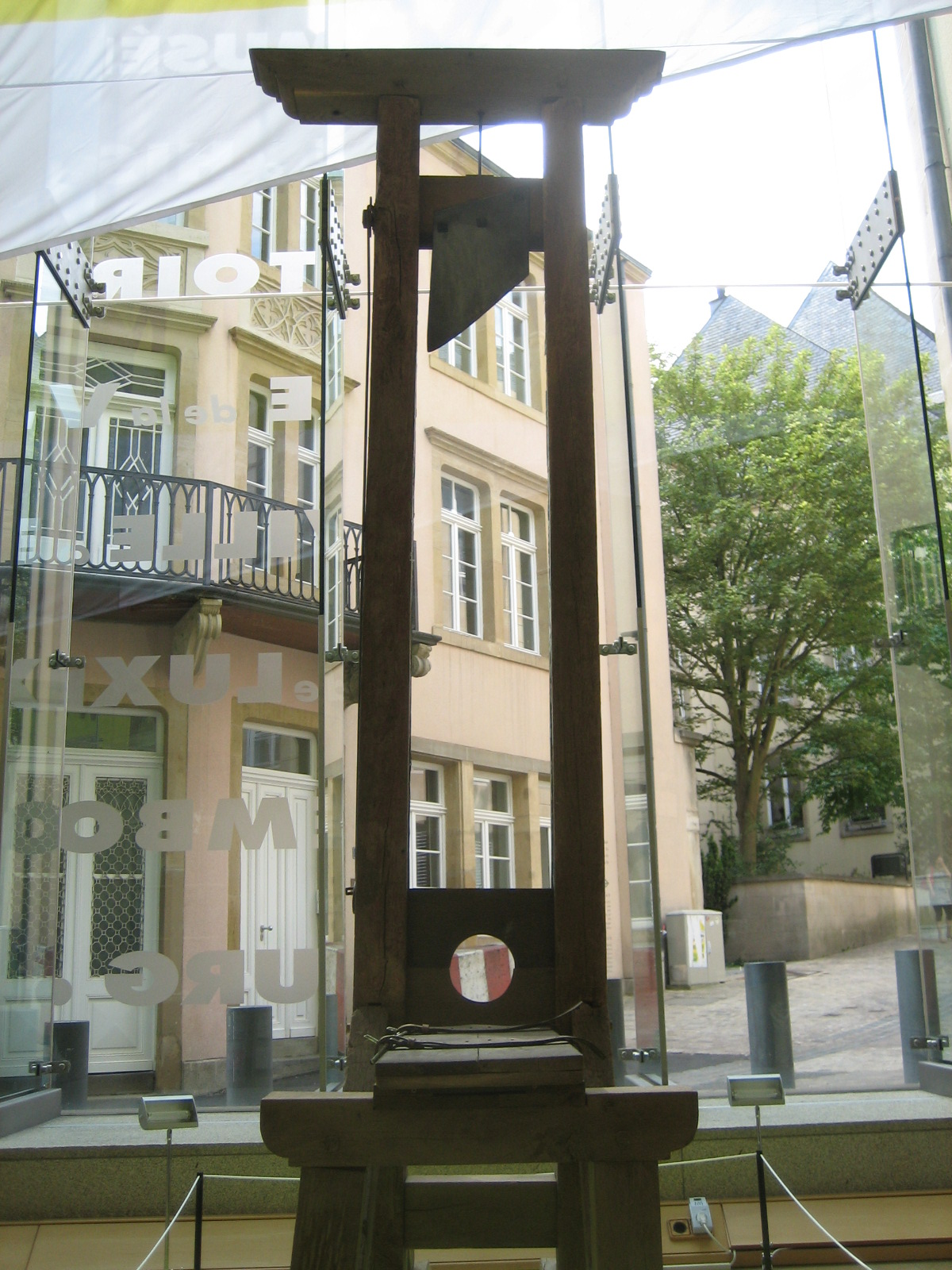
Guillotine utilisée au Luxembourg de 1798 à 1821.

La peine de mort a été abolie au Luxembourg en 1979 pour tous les crimes,.
La dernière exécution au Luxembourg s'est déroulée en 1949.

## Histoire

### 1795-1814: la domination française
Après l'occupation du Luxembourg par les troupes françaises en 1795, les exécutions se font avec la guillotine, sur la base d'une décision adoptée par l'ensemble du département des Forêts, auquel le Luxembourg avait été incorporé. La guillotine a été utilisée pour la première fois au Luxembourg le 24 septembre 1798.
En 1799, 14 personnes qui ont participé à des émeutes ont été condamnées à mort et guillotinées sur le Glacis. En 1821, 15 personnes supplémentaires ont été guillotinées au glacis et au marché aux poissons.

### 1814-1821: la domination néerlandaise
Durant cette époque, trois exécutions sont connues. Les deux premiers cas ont été Hirsch et Emanuel Hauser. Dans l'extrait de la chambre d'accusation du 12 juin 1816, on lit :

« Attendu que lesdits Hirsch Hauser, Emanuel Hauser et Abraham Jacques Schwartz sont suffisamment prévenus, soit: d'avoir la nuit du dix-sept avril dernier, dans la Ville de Luxembourg commis volontairement et avec préméditation des homicides sur les personnes d'Anne Marie Virot, veuve de Michel Trausch, de Petrouille Trausch sa fille, et Pierre et Louis Trausch, ses fils, et d'avoir, à l'aide de ses assassinats soustrait frauduleusement de l'argent appartenant à ladite veuve Trausch. »

Dans le troisième cas, il s'agissait de François Hilbert, le meunier d'un moulin de Schrassig, qui avait tué sa femme. Dans l'extrait de la Chambre d'accustion du 8 novembre 1820, on y lit :

« Attendu que François Hilbert est suffisamment prévenu d'avoir, dans la matinée du quatorze mars 1820, avec préméditation, commis un homicide volontaire sur la personne de Marguerite Kunsch, son épouse, pour avoir à dessein, fait tomber sur elle la meule supérieure de son moulin, par suite duquel acte de violence, cette dernière a eu la tête écrasée et est morte à l'instant. »

Ce fut la dernière fois que la guillotine était utilisée.

### 1900-1979
Aucune condamnation à mort n'a été appliquée en 1940 et 1945.
Par un arrêté grand-ducal du 6 novembre 1944 sur des crimes contre la sécurité extérieure de l'État et par la loi du 2 août 1947 sur la répression des crimes de guerre, le peloton d'exécution fut introduit en tant que peine de mort et utilisée comme une dérogation à l'article 8 du code pénal, qui était alors en vigueur.
Par la loi du 2 avril 1948 , les articles 8 et 9 du code pénal (article 9 du 16 juin 1879) ont été modifiés, le tir en tant que méthode d'exécution a été confirmé et la peine de mort n'était plus requise à l'instigation du L’emprisonnement peut être effectué, mais également dans d’autres lieux désignés par le ministre de la Justice.
Entre 1945 et 1979, année de l'abolition de la peine de mort, 18 personnes ont été condamnées à mort, dont 4 criminels de guerre allemands et 11 collaborateurs.
La dernière exécution à Luxembourg a eu lieu le 24 février 1949, à Reckenthal, il s'agissait d'un collaborateur avec l'occupant nazi,.
La peine de mort est abolie par la loi du 20 juin 1979. La révision de la constitution luxembourgeoise, adoptée le 20 avril 1999, empêche toute réintroduction de la peine de mort par voie législative.